# Дзержинский район (Красноярский край)
Дзержи́нский район — административно-территориальная единица (район) и муниципальное образование (муниципальный район) на востоке Красноярского края России.
Центр — село Дзержинское.

## География
Расположен в центральной части Красноярского края, в бассейне реки Усолка. Протяжённость района с севера на юг составляет 66 километров, с запада на восток — 103 километра. Расстояние до ближайшей железной станции (г. Канск) — 84 километра. Площадь района — 3610 км².
Сопредельные территории:
- север: Тасеевский район
- восток: Абанский район
- юг: Канский район
- запад: Сухобузимский район

## История
9 декабря 1925 года в составе Канского округа был образован Рождественский район. В 1930 (по другим данным — в 1931) году район переименован в Дзержинский.

## Население
| 1995    | 2000    | 2001    | 2002    | 2003    | 2004    |
| ------- | ------- | ------- | ------- | ------- | ------- |
| 19 500  | ↘17 900 | ↘17 400 | ↘17 028 | ↘16 400 | ↘16 000 |
| 2005    | 2007    | 2009    | 2010    | 2011    | 2012    |
| ↘15 600 | →15 600 | ↘14 906 | ↘14 552 | ↘14 498 | ↘14 417 |
| 2013    | 2014    | 2015    | 2016    | 2017    | 2018    |
| ↘14 133 | ↘13 909 | ↘13 713 | ↘13 515 | ↘13 375 | ↘13 254 |
| 2019    |         |         |         |         |         |
| ↘13 064 |         |         |         |         |         |

## Административное устройство
В рамках административно-территориального устройства район включает 8 административно-территориальных единиц — 8 сельсоветов.
В рамках муниципального устройства, в муниципальный район входят 8 муниципальных образований со статусом сельских поселений.:
| № | Сельское поселение             | Административный центр  | Количество населённых пунктов | Население | Площадь, км2 |
| - | ------------------------------ | ----------------------- | ----------------------------- | --------- | ------------ |
| 1 | Александро-Ершинский сельсовет | деревня Александро-Ерша | 5                             | 781       |              |
| 2 | Денисовский сельсовет          | село Денисово           | 5                             | 1468      |              |
| 3 | Дзержинский сельсовет          | село Дзержинское        | 3                             | 7599      |              |
| 4 | Курайский сельсовет            | село Курай              | 4                             | 1013      |              |
| 5 | Михайловский сельсовет         | село Михайловка         | 3                             | 888       |              |
| 6 | Нижнетанайский сельсовет       | село Нижний Танай       | 5                             | 387       |              |
| 7 | Орловский сельсовет            | село Орловка            | 4                             | 413       |              |
| 8 | Шеломковский сельсовет         | село Шеломки            | 5                             | 826       |              |

27 сентября 1996 года Законом № 11-337 был упразднён Вознесенский сельсовет и его населённые пункты переданы в Александро-Ершинский сельсовет.

### Населённые пункты
В Дзержинском районе 34 населённых пункта
В сносках к названию населённого пункта указана административно-территориальная принадлежность

| Дзержинское     | ↘7374 |
| Денисово        | 972   |
| Курай           | 648   |
| Улюколь         | 644   |
| Усолка          | 539   |
| Шеломки         | 530   |
| Орловка         | 465   |
| Александро-Ерша | 439   |
| Нижний Танай    | 317   |
| Ашпатск         | 264   |
| Топол           | 222   |
| Колон           | 214   |

| Канарай     | 205 |
| Михайловка  | 195 |
| Кондратьево | 166 |
| Кедровка    | 142 |
| Николаевка  | 139 |
| Новый       | 139 |
| Петровка    | 133 |
| Батов       | 130 |
| Чурюково    | 129 |
| Плитная     | 102 |
| Семёновка   | 85  |
| Вознесенка  | 74  |

| Макарово      | 69 |
| Большая Степь | 55 |
| Таловая       | 52 |
| Борки         | 39 |
| Чемурай       | 33 |
| Верхний Танай | 12 |
| Курыш         | 12 |
| Асанск        | 9  |
| Харьковка     | 4  |
| Мокрый Ельник | 0  |

Упразднённые населённые пункты:
- 1998 год — деревня Сосновка Денисовского сельсовета.

## Экономика
Основная отрасль специализации района — лесозаготовительная деятельность, сельское хозяйство.
Крупнейшие предприятия — ООО «Дзержинский ЛПХ», ЗАО «Энтоп», ООО «Степановский-С», ООО «Триада-компани», ООО «РосАгро».

## Образование
В систему образования района входят: 9 дошкольных образовательных учреждений, 12 школ, два учреждения дополнительного образования, техникум № 83 (с. Дзержинское), 23 муниципальных библиотеки.

## Здравоохранение
В систему здравоохранения района входят центральная районная больница, два муниципальных амбулаторно-поликлинических учреждения, 24 фельдшерско-акушерских пункта.